# M9 (astronomia)
M 9 (conosciuto anche come NGC 6333) è un ammasso globulare visibile nella costellazione dell'Ofiuco.

## Osservazione

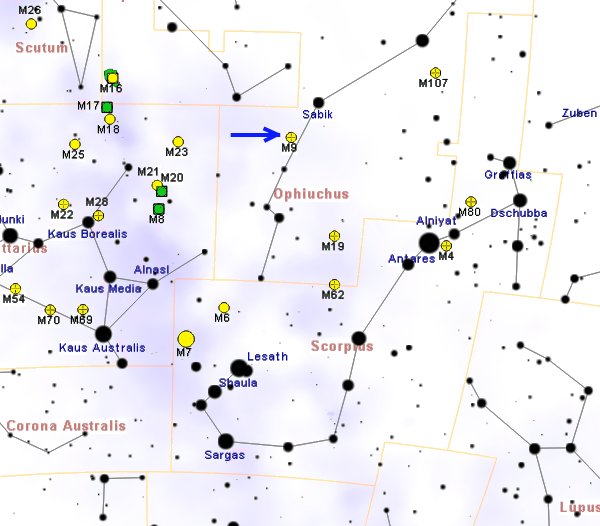
Mappa per individuare M9.

M9 si individua facilmente, sulla linea che congiunge le due stelle η Ophiuchi e θ Ophiuchi, più vicina alla prima; può essere osservato sotto un cielo nitido e buio con un semplice binocolo di media potenza, come un 10x50, in cui si mostra come un piccolo alone chiaro e nebuloso. Un telescopio di 80-120mm di apertura non consente di iniziare la risoluzione in stelle e l'ammasso resta di aspetto indefinito, sebbene si possano già distinguere alcune strutture come il nucleo e l'alone; uno strumento da 200mm è in grado di rivelare alcune stelle di tredicesima magnitudine, specialmente ad est e a sud del nucleo.
M9 può essere osservato con facilità dalla massima parte delle aree popolate della Terra, grazie al fatto che è situato a una declinazione non fortemente australe: in alcune aree del Nord Europa e del Canada, oltre il circolo polare artico, non è mai osservabile; dall'emisfero sud, al contrario, M9 è ben visibile e alto nelle notti dell'inverno australe. Il periodo migliore per la sua osservazione nel cielo serale è quello compreso fra maggio e agosto.

## Storia delle osservazioni
È stato scoperto da Charles Messier nel 1764 che lo descrive così "Nebulosa senza stelle, nella gamba destra di Ofiuco; è rotonda, e la sua luce è debole. Rivista il 22 marzo 1781. Diam. 3'." Il primo a risolverlo in stelle fu William Herschel, che lo descrisse come un ammasso di "stelle piccolissime ed estremamente compresse: una miniatura di M53"; Heinrich Louis d'Arrest lo indica come un oggetto splendido e di forma circolare, sebbene non nettamente definito. Una simile descrizione la fornì Lord Rosse.

## Caratteristiche
M9 è uno degli ammassi globulari più vicini al nucleo della Via Lattea, con una distanza stimata di 5.500 anni luce dal centro galattico; il suo diametro angolare di 12 minuti d'arco e corrisponde a un'estensione di circa 90 anni luce, a una distanza di circa 25.800 anni luce dalla Terra. La sua magnitudine apparente è 7,7, la magnitudine assoluta -8.04; la luminosità totale dell'ammasso è circa 120.000 volte quella del Sole. Si allontana da noi alla velocità di 224 km/s.
In M9 sono state scoperte 19 stelle variabili. Nelle vicinanze, a nord-est, c'è il debole ammasso globulare NGC 6356, mentre, più o meno alla stessa distanza a sud-est, c'è l'ammasso globulare NGC 6342.

### Libri
- (EN) Stephen James O'Meara, Deep Sky Companions: The Messier Objects, Cambridge University Press, 1998, ISBN 0-521-55332-6.

## Voci correlate

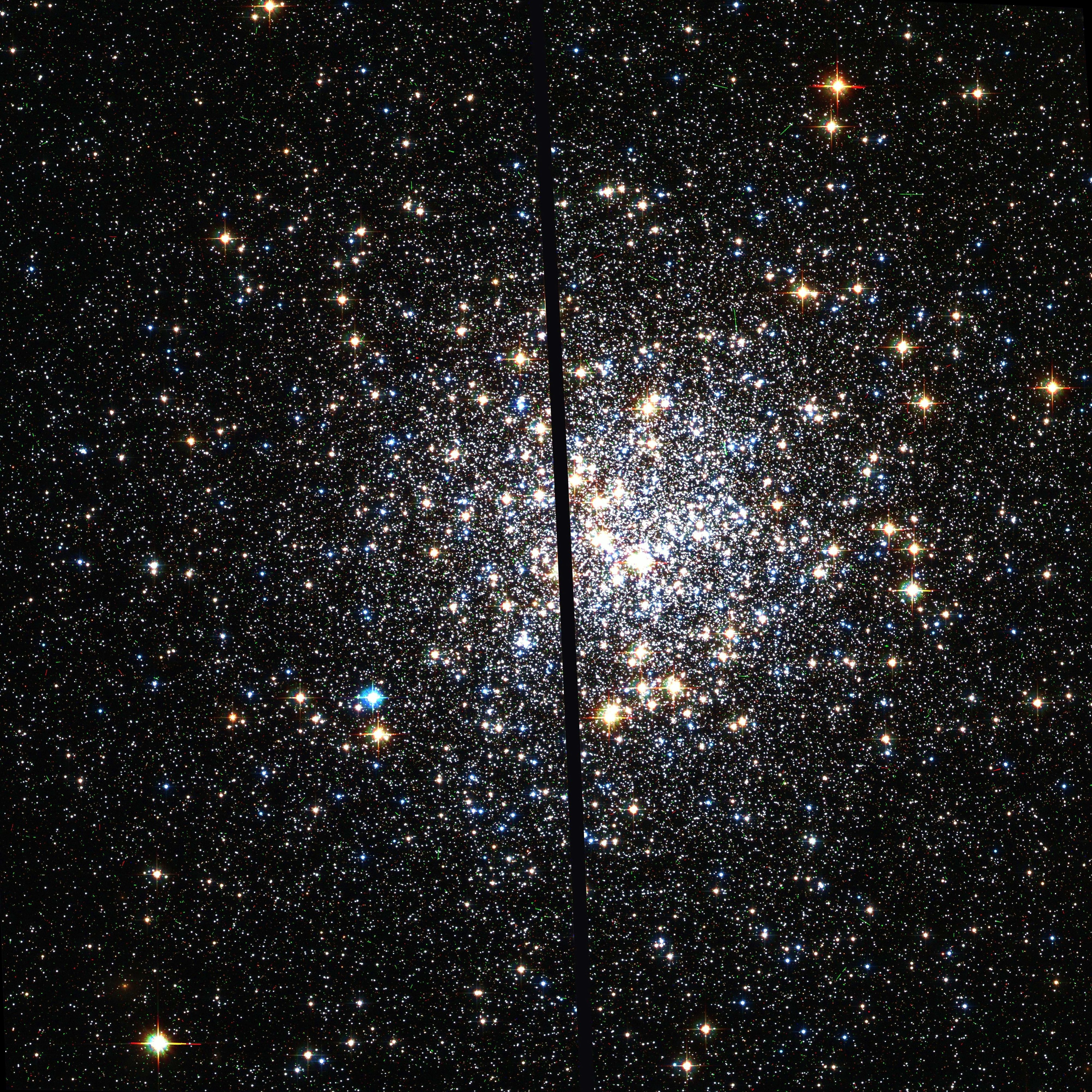
L'ammasso globulare M9 ripreso dal telescopio spaziale Hubble.

### Carte celesti
- Toshimi Taki, Taki's 8.5 Magnitude Star Atlas, su geocities.jp, 2005. URL consultato il 7 novembre 2010 (archiviato dall'url originale il 5 novembre 2018). - Atlante celeste liberamente scaricabile in formato PDF.
- Tirion, Rappaport, Lovi, Uranometria 2000.0 - Volume II - The Southern Hemisphere to +6°, Richmond, Virginia, USA, Willmann-Bell, inc., 1987, ISBN 0-943396-15-8.
- Tirion, Sinnott, Sky Atlas 2000.0 - Second Edition, Cambridge, USA, Cambridge University Press, 1998, ISBN 0-933346-90-5.
- Tirion, The Cambridge Star Atlas 2000.0, 3ª ed., Cambridge, USA, Cambridge University Press, 2001, ISBN 0-521-80084-6.